# LCLAT1
LCLAT1 (англ. Lysocardiolipin acyltransferase 1) – білок, який кодується однойменним геном, розташованим у людей на 2-й хромосомі. Довжина поліпептидного ланцюга білка становить 414 амінокислот, а молекулярна маса — 48 920.
| 10         |  | 20         |  | 30         |  | 40         |  | 50         |
| ---------- |  | ---------- |  | ---------- |  | ---------- |  | ---------- |
| MHSRGREIVV |  | LLNPWSINEA |  | VSSYCTYFIK |  | QDSKSFGIMV |  | SWKGIYFILT |
| LFWGSFFGSI |  | FMLSPFLPLM |  | FVNPSWYRWI |  | NNRLVATWLT |  | LPVALLETMF |
| GVKVIITGDA |  | FVPGERSVII |  | MNHRTRMDWM |  | FLWNCLMRYS |  | YLRLEKICLK |
| ASLKGVPGFG |  | WAMQAAAYIF |  | IHRKWKDDKS |  | HFEDMIDYFC |  | DIHEPLQLLI |
| FPEGTDLTEN |  | SKSRSNAFAE |  | KNGLQKYEYV |  | LHPRTTGFTF |  | VVDRLREGKN |
| LDAVHDITVA |  | YPHNIPQSEK |  | HLLQGDFPRE |  | IHFHVHRYPI |  | DTLPTSKEDL |
| QLWCHKRWEE |  | KEERLRSFYQ |  | GEKNFYFTGQ |  | SVIPPCKSEL |  | RVLVVKLLSI |
| LYWTLFSPAM |  | CLLIYLYSLV |  | KWYFIITIVI |  | FVLQERIFGG |  | LEIIELACYR |
| LLHKQPHLNS |  | KKNE       |  |            |  |            |  |            |

A: Аланін

C: Цистеїн

D: Аспарагінова кислота

E: Глутамінова кислота

F: Фенілаланін

G: Гліцин

H: Гістидин

I: Ізолейцин

K: Лізин

L: Лейцин

M: Метіонін

N: Аспарагін

P: Пролін

Q: Глутамін

R: Аргінін

S: Серин

T: Треонін

V: Валін

W: Триптофан

Кодований геном білок за функціями належить до трансфераз, ацилтрансфераз, білків розвитку. 
Задіяний у таких біологічних процесах, як метаболізм ліпідів, біосинтез ліпідів, ацетилювання, альтернативний сплайсинг. 
Локалізований у мембрані, ендоплазматичному ретикулумі.